# Nicole
Nicole je žensko osebno ime.

## Izvor imena
Ime Nicole (Nikól) je različica ženskega osebnega imena Nikolaja. Mikol (Micol) je drugi primer različice ženskega imena, ki izhaja iz hebrejščine.

## Pogostost imena
Po podatkih Statističnega urada Republike Slovenije je bilo na dan 31. decembra 2007 v Sloveniji število ženskih oseb z imenom Nicole: 63.

## Osebni praznik
Osebe z imenom Nicole lahko godujejo takrat kot osebe z imenom Nikolaja.